# Микола Вавилов (фільм)
Микола Вавилов (рос. Николай Вавилов) — 6-серійний телевізійний фільм 1990 року. Спільне виробництво СРСР і Німецької Демократичної Республіки. Біографічний фільм присвячений історії життя радянського біолога, академіка Миколи Івановича Вавилова.

## Сюжет
Історія життя, вкладу в науку і громадської діяльності академіка Миколи Івановича Вавилова. Його наукове і особисте протистояння з Лисенко, подальший арешт і смерть вченого в тюрмі.

## У ролях
- Костас Сморігінас — Микола Вавилов
- Андрій Мартинов — Сергій Вавилов
- Ірина Купченко — Лена, друга дружина Миколи Вавилова, мати Юри
- Богдан Ступка — Трохим Лисенко
- Сергій Газаров — Ісаак Презент
- Георгій Кавтарадзе — Йосип Сталін
- Тамара Дегтярьова — Катя, перша дружина Миколи Вавилова
- Сергій Плотников — Іван Ілліч, батько братів Вавилових
- Валентина Салтовська — Олександра Іванівна, мати братів Вавилових
- Микола Лавров — професор Олег Петрович Авдєєв
- В'ячеслав Петров — Кіров
- Іон Унгуряну — Олександр Мураль
- А. Гутіерас — Караско, іспанець
- М. Белоустек — Росита, іспанка
- Інгеборга Дапкунайте — Наталія Карлівна Лемке, секретар Миколи Вавилова
- Ірина Калиновська — Ольга
- Олексій Бурикін — Юра
- Володимир Шуранов — Григорій Миколайович Шликов, біолог
- Кирил Вац — Герман Мюллер
- В'ячеслав Єзепов — Андрій Жданов
- Михайло Хмуров — Олег, старший син Миколи Вавилова
- Рим Аюпов — В'ячеслав Аркадійович Терентьєв
- Ніна Усатова — голова колгоспу
- Ігор Іванов — Семен Петрович Шелудко
- В. Князєв — слідчий
- А. Фомін — академік Прянишников
- Дмитро Пронін — Саша, скульптор, один Олега
- Олег Корчиков — В'ячеслав Молотов
- Єлизавета Нікіщіхіна — Терентьєва
- В. Барташов — Берія
- Василе Зубку-Кодряну — Луппол
- Микола Дік — офіцер НКВД
- Микола Аверюшкін — член президії наради
- Георгій Саакян — двійник Сталіна
- Юрій Волков — сивий професор
- Юрій Рудченко — Хитрук, колгоспник
- Іван Мурадханов — Юра, син Вавилова
- Михайло Брилкін — могильник
- Ксенія Хаїрова

## Знімальна група
- Сценарій: Юрій Арабов, Олександр Прошкін, Сергій Дяченко
- Режисер-постановник: Олександр Прошкін
- Оператор-постановник: Борис Брожовський
- Композитор: Володимир Мартинов
- Художники-постановники: Валерій Філіппов, Ульріх Бергфельдер